# Pinehill
Pinehill és una concentració de població designada pel cens dels Estats Units a l'estat de Nou Mèxic. Segons el cens del 2000 tenia 116 habitants.

## Demografia
Segons el cens del 2000, Pinehill tenia 116 habitants, 36 habitatges, i 29 famílies. La densitat de població era de 13,3 habitants per km².
Dels 36 habitatges en un 47,2% hi vivien nens de menys de 18 anys, en un 36,1% hi vivien parelles casades, en un 33,3% dones solteres, i en un 19,4% no eren unitats familiars. En el 16,7% dels habitatges hi vivien persones soles el 2,8% de les quals corresponia a persones de 65 anys o més que vivien soles. El nombre mitjà de persones vivint en cada habitatge era de 3,22 i el nombre mitjà de persones que vivien en cada família era de 3,62.
Per edats la població es repartia de la següent manera: un 31% tenia menys de 18 anys, un 11,2% entre 18 i 24, un 26,7% entre 25 i 44, un 19% de 45 a 60 i un 12,1% 65 anys o més.
L'edat mediana era de 32 anys. Per cada 100 dones de 18 o més anys hi havia 81,8 homes.
La renda mediana per habitatge era de 55.469 $ i la renda mediana per família de 25.469 $. Els homes tenien una renda mediana de 0 $ mentre que les dones 26.250 $. La renda per capita de la població era d'11.983 $. Aproximadament el 38,5% de les famílies i el 29,2% de la població estaven per davall del llindar de pobresa.

## Poblacions properes
El següent diagrama mostra les poblacions més properes.